# اتین شیکو
اتین شیکو (فرانسوی: Étienne Chicot‎؛ ‏ ۵ مهٔ ۱۹۴۹ – ۷ اوت ۲۰۱۸) بازیگر اهل فرانسه بود.
از فیلم‌ها یا برنامه‌های تلویزیونی که وی در آن نقش داشته‌است، می‌توان به ناوارو، ارکستر سرخ، رمز داوینچی، آقای کلاین، قطار سیبری، امپراتوری گرگ‌ها، یک پسر بد، برای پنهان کردن یک پلیس، دختران، به‌سوی ماجرا، شوک، مترو، داوطلب مرگ، ماشین رقص، ملاقات با ونوس و نبرد پلیس‌ها اشاره کرد.